# Rovná (Sokolovi járás)
Rovná település Csehországban, a Sokolovi járásban. Rovná Krásno, Prameny, Lázně Kynžvart, Březová, Horní Slavkov, Sokolov és Nová Ves településekkel határos. Lakosainak száma 347 fő (2024. január 1.).

## Népesség
A település lakosságának változását az alábbi diagram mutatja:
| Lakosok száma | 3250 | 2816 | 2080 | 6    | 542  | 593  | 330  | 318  | 301  | 347  |
|               | 1869 | 1890 | 1921 | 1950 | 1980 | 2001 | 2017 | 2019 | 2022 | 2024 |